# Chapelle Sainte-Famille (Reconvilier)

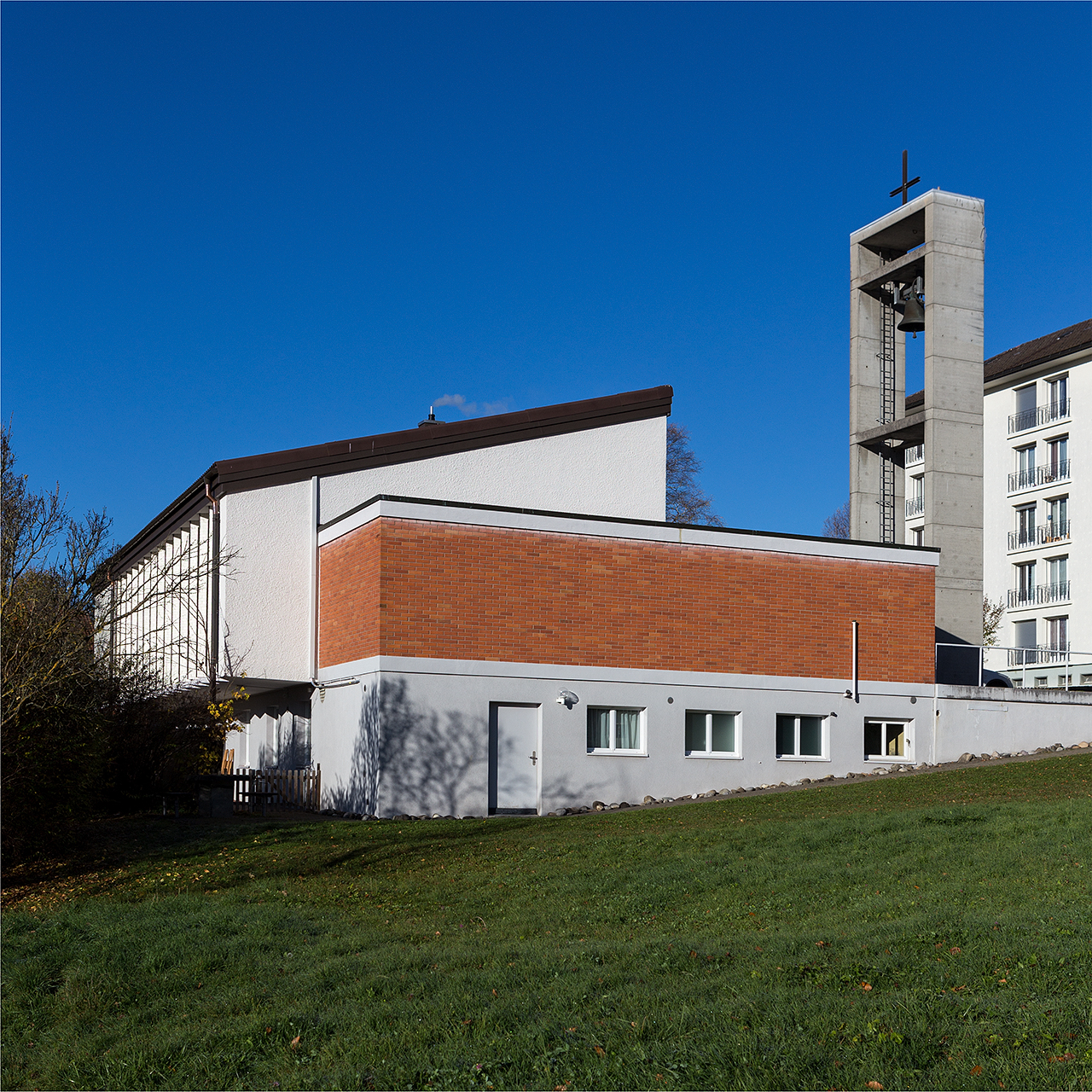
Kapelle der heiligen Familie in Reconvilier

Die Chapelle Sainte-Famille in Reconvilier wurde 1958 als Kirche für die römisch-katholische Bevölkerung des Dorfs gebaut. Die Kapelle in Reconvilier ist nach der Kirche Christ-Roi in Tavannes die zweite der Pfarrei Tavannes-Reconvilier, die seit 1985 mit Saint-Georges in Malleray und Tramelan den Pfarreisektor TraMaTa bilden.

## Geschichte
In der Zeit des Aufbruchs in der römisch-katholischen Kirche entstand in den 1950er Jahren das Bedürfnis für eine zusätzliche Kirche im Tal von Tavannes. Nach den Plänen und unter der Leitung der Architekten Gressot & Lüscher aus Pruntrut wurde die Kirche gebaut und am 1958 unter dem Patronat der Heiligen Familie eingeweiht.

## Baubeschreibung

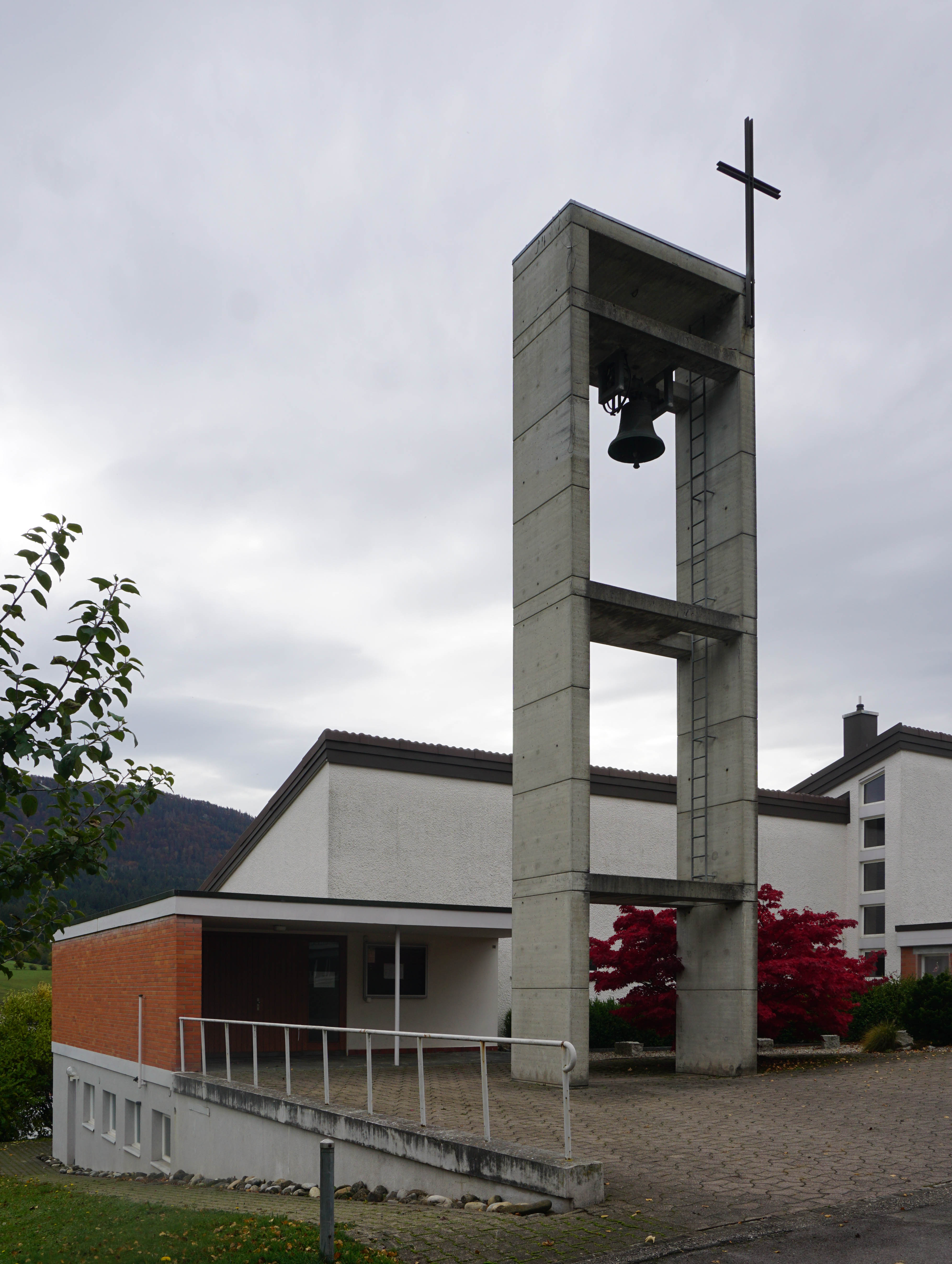
Kapelle Reconvilier

Die Kirche steht am Dorfrand, an der Rue de la Colline 44, der Hangneigung angepasst, unter einem Pultdach mit weissen Putzflächen und kontrastierenden roten Backsteinmauern. Der freistehende Campanile mit einer kleinen Glocke wurde 1968 gebaut und 1971 eingesegnet. Unter und neben der Kirche befinden sich Wohnräume. Vom Vorplatz, wo der durchbrochene Beton-Glockenturm steht, führt ein mit roten Backsteinen gebauter Windfang zum Eingang der Kirche.

### Innenraum und künstlerische Ausstattung
Der seitlich und höher versetzte Chor wird durch fünf übereinander angeordnete Fenster indirekt erhellt. Durch die zwischen den diagonal gestellten Betonlamellen eingefügten Fenster erhält der Kirchenraum von der Südseite Tageslicht. Sechs weitere quadratische Fenster an der Nordwand wurden von Camillo Huber (* 1934) mit abstrakten Glasmalereien ausgestattet. Das liturgische Mobiliar gestaltete Charles-Martin Hirschy (* 1942), es besteht aus einem hoch stilisierten Kruzifix aus filigranen Messingprofilen, einem Tabernakel und Kerzenleuchtern. Der Fuss und die Tischplatte des schlichten Altars sind aus Holz gefertigt. An der linken Chorseitenwand steht eine Figurengruppe der Heiligen Familie in hellem Holz.